# Старое Азарово
Старое Азарово — бывшая деревня в Угранском районе Смоленской области России. Входила в состав Арнишицкого сельского поселения.
В настоящее время фактически ликвидирована. Население отсутствует.
Была расположена в юго-восточной части области в 25 км к югу от Угры, в 14 км восточнее автодороги Знаменка—Спас-Деменск, на берегу реки Ворона. В 6 км восточнее от деревни находится железнодорожная станция Завальный на линии Торжок—Брянск.

## История
В годы Великой Отечественной войны деревня была оккупирована гитлеровскими войсками в октябре 1941 года, освобождена в марте 1943 года.